# Gumiel de Izán
Gumiel de Izán är en kommun i Spanien.   Den ligger i provinsen Provincia de Burgos och regionen Kastilien och Leon, i den centrala delen av landet, 150 km norr om huvudstaden Madrid. Antalet invånare är 618. Arean är 75 kvadratkilometer.
Terrängen i Gumiel de Izán är platt.